# Маришко подрумиче (защитена местност)
Вижте пояснителната страница за други значения на Маришко подрумиче.
Маришко подрумиче е защитена местност в България. Намира се в землището на село Дъбравите, област Пазарджик.
Защитената местност е с площ 46,47 ha. Обявена е на 19 февруари 2013 г. с цел опазване на растителен вид маришко подрумиче (Anthemis argyrophylla) и неговото местообитание.
В защитената местност се забраняват:
- промяна на предназначението и начина на трайно ползване на земята;
- строителство с изключение на дейности, свързани с реконструкция и ремонт на съществуващи съоръжения.
- търсене, проучване и добив на подземни богатства;
- залесяване.[1]